# Teufelhammer
Teufelhammer ist ein Gemeindeteil der Gemeinde Speichersdorf im Landkreis Bayreuth (Oberfranken, Bayern). Teufelhammer liegt in der Gemarkung Wirbenz.

## Geografie
Die Einöde liegt ca. 5 km südöstlich von Speichersdorf. Durch die Einöde fließt der Mühlbach, der von der Haidenaab abzweigt.

## Geschichte
Teufelhammer bildete mit Wirbenz seit 1808 eine Gemeinde, wobei 15 Einwohner von Teufelhammer evangelisch waren. 1972 wurde die vormals eigenständige Gemeinde Wirbenz mit Teufelhammer nach Speichersdorf eingemeindet.
In Teufelhammer wird ein Eisenhammer genannt, der vom 15. bis zum 17. Jahrhundert Bestand hatte.
1536 tritt ein Teuffel als Besitzer des Hammers auf, aus dieser Zeit stammt der Name Teufelhammer. 1565 wird hier eine Mühle genannt, auf der ein Steinsdorfer sitzt. 1911 erfolgt der Bau eines Sägewerks an gleicher Stelle. Zu der Zeit, als die Mühle und das Sägewerk gemeinsam betrieben wurden, gab es drei Wasserräder. Bereits vor dem Ersten Weltkrieg wurde zudem Strom produziert. 1920 erfolgt die Betriebsaufgabe der Mühle. 1936 wird das Wasserrad durch eine Turbine ersetzt. 1992 wird der Sägewerksbetrieb eingestellt. Ab 1995 wird der erzeugte Strom in das Stromnetz eingespeist. In der Nähe von Teufelshammer wurde 2023 der Speichersdorfer Bürgersolarpark mit zwei Windrädern und einer Solaranlage errichtet, durch den Speichersdorf energieautark geworden ist.